# رود شرنا
رود شرنا (انگلیسی: Sherna) یک رودخانه در استان مسکو کشور روسیه است..